# Torres de Albarracín (kommun)
Torres de Albarracín är en kommun i Spanien.   Den ligger i provinsen Provincia de Teruel och regionen Aragonien, i den centrala delen av landet, 180 km öster om huvudstaden Madrid. Antalet invånare är 167.